# Juli 1997
Dit artikel geeft een chronologisch overzicht van alle belangrijke gebeurtenissen per dag in de maand juli van het jaar 1997.

## Gebeurtenissen

### 1 juli
- Hongkong wordt overgedragen door het Verenigd Koninkrijk aan de China.

### 2 juli
- Staatssecretaris Anneke van Dok-van Weele (Economische Zaken) levert in de krant International Herald Tribune forse kritiek op de Amerikaanse handelspolitiek ten opzichte van Cuba. Minister-president Wim Kok is not amused over het "provocerende" artikel van Van Dok.

### 4 juli
- De Pathfinder, een Amerikaanse sonde, landt op Mars.
- Het Duitse leger raakt in opspraak door extreemrechtse excessen; verkrachtingen en executies in Bosnië zijn 'nagespeeld'.

### 6 juli
- Bij parlementsverkiezingen in Mexico verliest de Institutioneel Revolutionaire Partij (PRI) na 68 jaar de absolute meerderheid in het Congres van de Unie.
- Pete Sampras volgt Richard Krajicek op als Wimbledon-kampioen door een eenvoudige zege op de Fransman Cédric Pioline. Bij de vrouwen wint Martina Hingis van de Tsjechische Jana Novotna.

### 8 juli
- Tsjechië, Hongarije en Polen worden door de NAVO uitgenodigd om in 1999 toe te treden tot het militaire bondgenootschap.
- Bank-verzekeraar ING betaalt 4,3 miljard gulden voor de Amerikaanse verzekeraar Equitable of Iowa.
- Acht Nederlandse toeristen komen om bij een busongeluk in Egypte. Er ontstaat discussie over de wijze waarop sommige media de gewonden benaderen.

### 11 juli
- Jeroen Blijlevens boekt in Marennes de enige Nederlandse ritzege in de Tour de France na diskwalificatie van de Duitser Erik Zabel.

### 13 juli
- Het lichaam van Che Guevara wordt terug naar Cuba gestuurd om aldaar bij zijn kameraden te worden begraven.

### 14 juli
- Politicus Ángel Blanco Garrido wordt ontvoerd en geëxecuteerd door de Baskische afscheidingsbeweging ETA. Massale protesten volgen in Spanje.

### 15 juli
- In Miami (Florida) schiet seriemoordenaar Andrew Phillip Cunanan de Italiaanse modeontwerper Gianni Versace neer voor diens huis.

### 16 juli
- Nieuwe problemen met Mir, het ruimtestation tuimelt een dag lang stuurloos rond.
- Kofi Annan, secretaris-generaal van de VN, presenteert plan voor reeks bestuurlijke verbeteringen, duizend minder staffuncties en vermindering van de beheerskosten met een derde.

### 19 juli
- Philips trekt zich terug uit de mediawereld na de affaire over belangenverstrengeling en 'omkoping' bij Teleworld, een dochter van Philips en KPN.

### 20 juli
- De IRA kondigt bestand aan en overleg over regeling Noord-Ierland.
- De Bosnisch-Servische premier Biljana Plavšić wordt uit de regerende partij SDS gezet.

### 22 juli
- De omzet van het zwarte circuit in Nederland is 5 miljard gulden per jaar, ongeveer 0,7 procent van het bruto binnenlands product. Het CBS wil die miljarden vanaf 1999 meenemen in de officiële cijfers.

### 23 juli
- Na veertien jaar, zes maanden en 23 dagen schiet de AEX-index van de 25 meest verhandelde fondsen op de Amsterdamse beurs door de 1.000-punten-grens.

### 26 juli
- In Oostende stort tijdens een vliegshow een stuntpiloot neer in het publiek. Er vallen 10 doden en 50 gewonden.

### 28 juli
- Historisch akkoord over budget in de Verenigde Staten, lastenverlichting van 90 miljard dollar in vijf jaar.

### 29 juli
- Jan Ullrich wint de 84ste editie van de Ronde van Frankrijk. De Duitse wielrenner neemt de titel over van zijn Deense collega Bjarne Riis.

### 30 juli
- Bij zelfmoordaanslagen in West-Jeruzalem vallen achttien doden.
- Luchtvaartmaatschappij KLM legt de ruzie bij met Northwest Airlines. Het belang van KLM in Northwest wordt verkocht voor ruim twee miljard gulden.

<< · januari · februari · maart · april · mei · juni · juli · augustus · september · oktober · november · december · >>